# Canaan (Nou Hampshire)
Canaan és una població dels Estats Units a l'estat de Nou Hampshire. Segons el cens del 2000 tenia 3.319 habitants.

## Demografia
Segons el cens del 2000, Canaan tenia 3.319 habitants, 1.279 habitatges, i 929 famílies. La densitat de població era de 24,1 habitants per km².
Dels 1.279 habitatges en un 36,4% hi vivien nens de menys de 18 anys, en un 60,2% hi vivien parelles casades, en un 8,4% dones solteres, i en un 27,3% no eren unitats familiars. En el 21% dels habitatges hi vivien persones soles el 7,5% de les quals corresponia a persones de 65 anys o més que vivien soles. El nombre mitjà de persones vivint en cada habitatge era de 2,59 i el nombre mitjà de persones que vivien en cada família era de 3.
Per edats la població es repartia de la següent manera: un 27% tenia menys de 18 anys, un 5,9% entre 18 i 24, un 31,3% entre 25 i 44, un 26,1% de 45 a 60 i un 9,7% 65 anys o més.
L'edat mediana era de 38 anys. Per cada 100 dones de 18 o més anys hi havia 93,8 homes.
La renda mediana per habitatge era de 43.220$ i la renda mediana per família de 46.339$. Els homes tenien una renda mediana de 32.946$ mentre que les dones 25.000$. La renda per capita de la població era de 20.515$. Entorn del 2,9% de les famílies i el 6% de la població estaven per davall del llindar de pobresa.